# Llaç escorredor

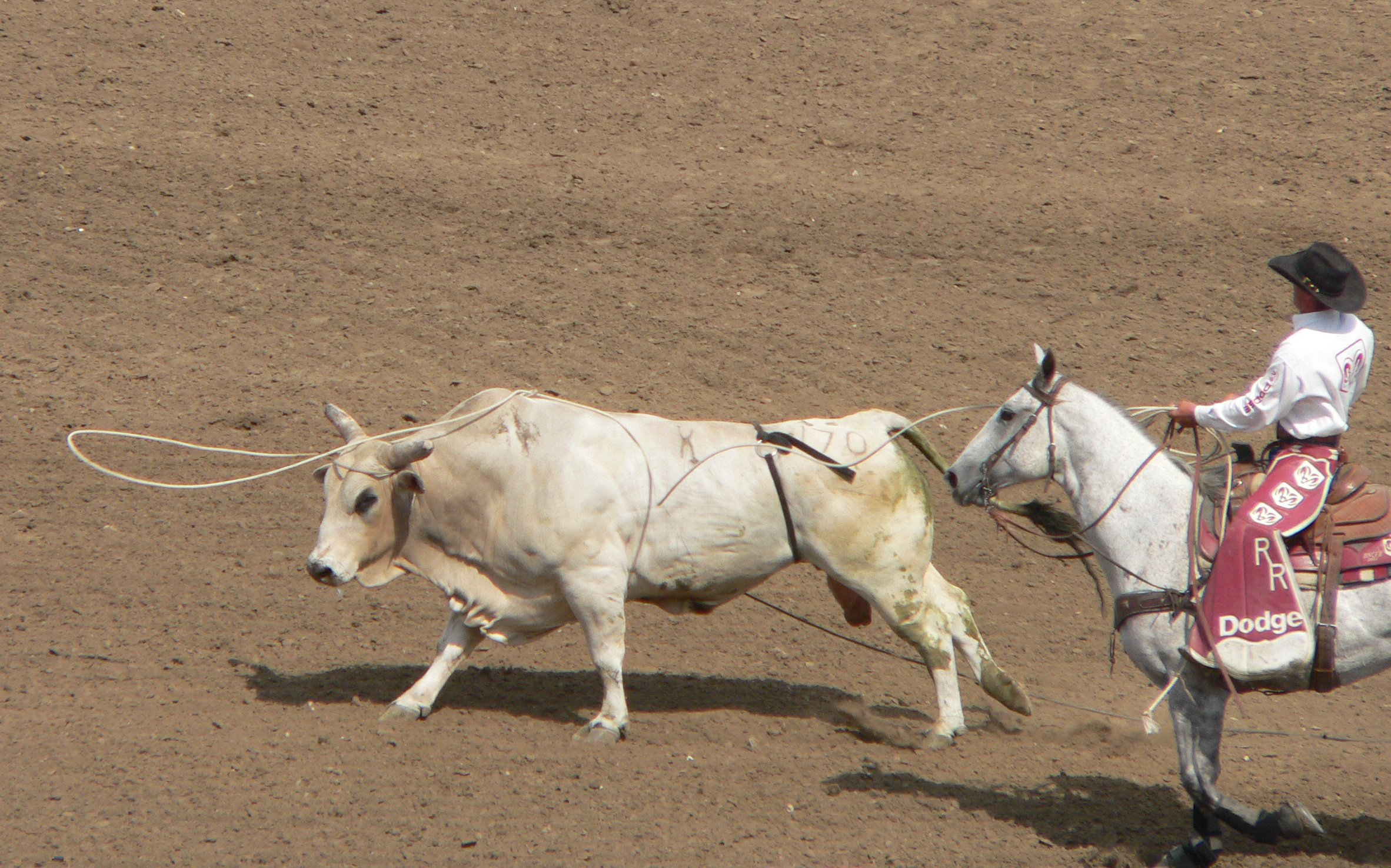
Toro a punt de ser capturat amb un llaç durant un rodeo

El llaç escorredor, també conegut com a enfogo a l'Alguer, és una eina associada amb els genets d'algunes cultures, tot i que pot usar-se des de terra estant. També ha estat emprat com a arma en moltes ocasions.
Un llaç escorredor és una corda amb una petita baga fixa en un dels caps i la mateixa corda que passa baldera per la baga formant un llaç que pot eixamplar-se o estrenyer-se. Quan s'enllaça un objecte o una part d'un animal o persona, l'acció de tensar la corda (directament o per moviment relatiu de la part enllaçada) estreny el llaç i subjeta la part esmentada amb fermesa.
La baga (en anglès "honda") pot estar formada per la mateixa corda anusada amb un nus adequat (no escorredor), ser una baga empeçolada (de la mateixa corda sobre ella mateixa o un tros suplementari), el cap de la corda plegat formant una baga i relligat de costat, una baga de cuir unida a la corda, o una anella metàl·lica.
En èpoques actuals la visió més immediata és la dels vaquers americans o mexicans en les pel·lícules i els rodeos.

## Història

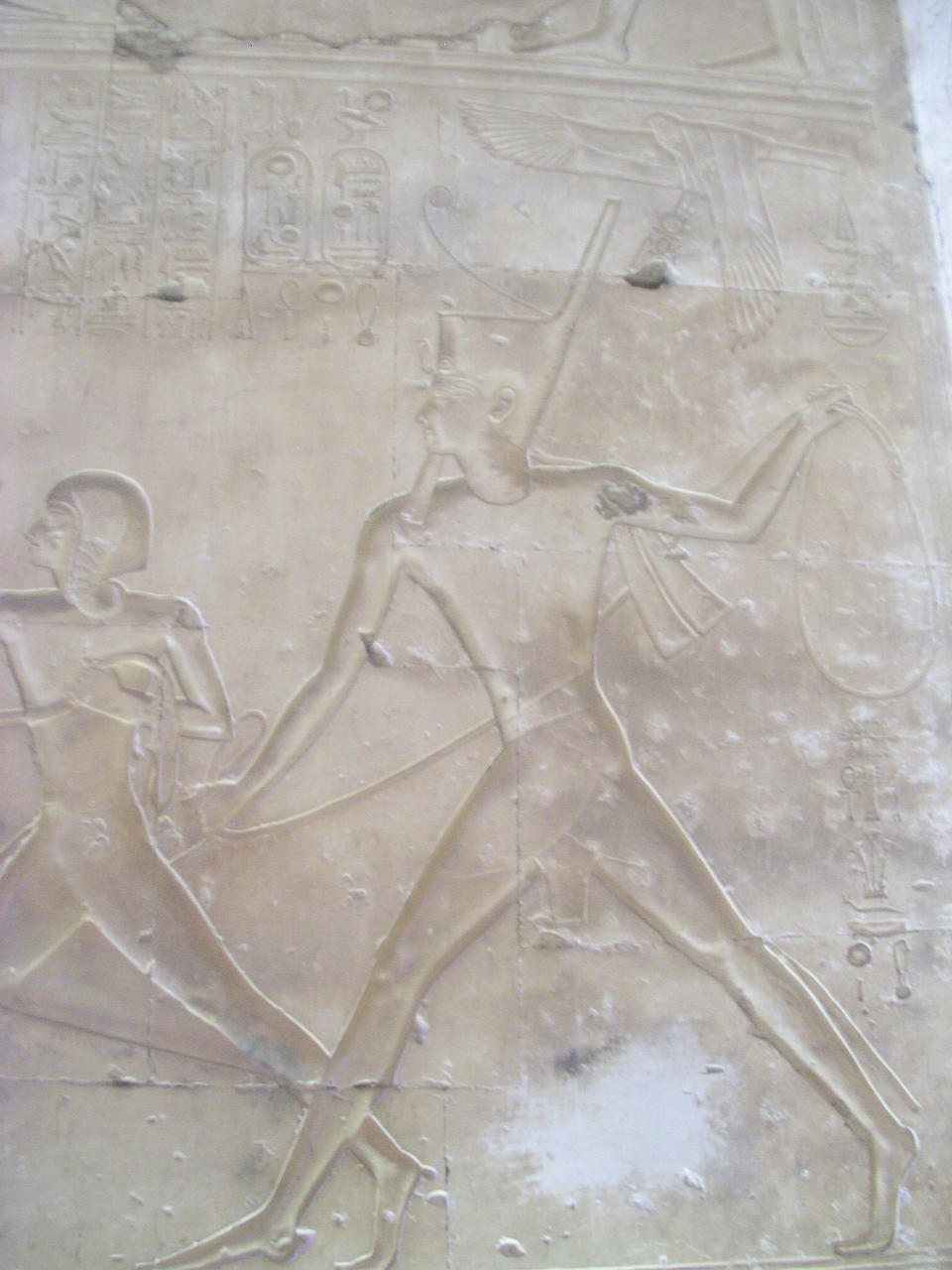
Baixrelleu del temple de Seti a Abidos (Egipte) mostrant el faraó Ramsès II disposat a enllaçar un bou sagrat.

Un baix relleu d'un temple d'Abidos (c. 1280 aC) mostra el faraó Ramsès II amb un llaç escorredor parat a la mà dreta i a punt d'enllaçar un bou. Un poble que emprava el llaç escorredor com a arma fou el dels sagartis.
L'epopeia persa Xahnamé (Shahnameh en anglès) o El Llibre dels Reis fa nombroses referències al llaç escorredor com a arma.
Els tàtars o tàrtars usaven el llaç habitualment.
Molts pobles nòmades empraven el llaç: huns,sàrmates, àvars, magiars, algunes tribus turques, els búlgars.
Un llibre romà d'Orient, l'Estratègicon de Maurici, incloïa el llaç en l'equipament dels soldats a cavall.
El mateix nom de "llaç" sembla derivar del llatí "laqueus", el llaç que introduïren els romans en conquerir la península Ibèrica. També els vàndals empraven el llaç, segons un mosaic que s'ha conservat a Cartago.
En l'època actual pobles com els lapons i els mongols i altres ètnies encara fan servir el llaç per a capturar rens i cavalls.

## El llaç a l'Oest americà
Deixant de banda la història prèvia del llaç als territoris de la Nueva España, la introducció del seu ús a l'Alta Califòrnia està ben documentat. El llaç formava part indispensable dels Soldados de Cuera, elogiats per l'enginyer militar Miquel Constançó.
Aquells soldats eren dragons, i el llaç els permetia controlar i dominar els cavalls, les mules i el bestiar que els acompanyaven en les expedicions d'exploració i conquesta. Gairebé tots eren de Sinaloa.
En la seva vessant negativa, molts d'aquells soldats empraven el llaç per a capturar noies i dones ameríndies per a forçar-les. El mateix pare Juníper Serra i altres missioners es queixaren d'aquest comportament.
L'ús del llaç a Califòrnia es desenvolupà de forma similar (però independent) a la de Mèxic, a partir de la introducció inicial.
Abans de la secularització de les missions californianes les tècniques de criar, aplegar el bestiar ("rodeo") i enllaçar-lo estaven completament definides.
La sella californiana, inspirada en la sella mexicana, tenia només una cingla. I el llaç (molt llarg i de cuir cru) es llançava lliure, afermant-lo al pom de la sella un cop efectuat el llançament. Això exigia una gran habilitat perquè hi havia el risc de perdre algun dit si l'operació es feia malament.
L'edat d'or del bestiar a Texas fou molt posterior. A l'estil texà, el llaç va afermat a la sella de forma fixa i la sella disposa de dues cingles (perquè pugui suportar l'estrabada del llaç; estrabada que es pot controlar amb el sistema californio que en té prou amb una sella d'una cingla).

## Descripció d'un llaç modern

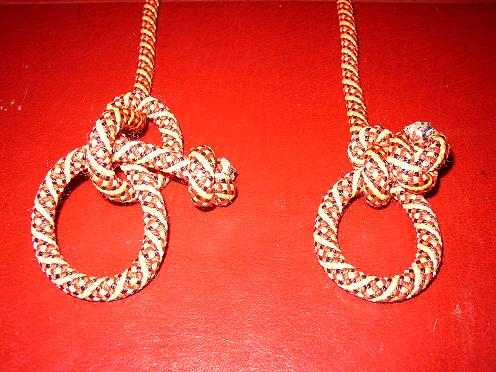
Nus per a fer la baga d'un llaç escorredor.

Els llaços usats en rodeos i charreadas estan formats per cordes relativament rígides. En certs casos poden estat contrapesats o tenir llast afegit per a un maneig més fàcil.
Les cordes usades són de fibra de poliamida o poliéster d'entre 5/16" i 3/8" de diàmetre (entre 8 i 10 mm). Per als llaços més llargs s'acostumen a escollir materials tradicionals.
La llargària varia entre 28'-35' en les competicions en recintes tancats i fins a 45'-70' en proves a l'estil de Califòrnia.
Els llaços de treball per a ser usats en camp obert tenen entre 50' i 100'.

## Materials
Per a fabricar llaços s'han usat materials molt diversos: crins de cavall, tires de cuir de diferents animals i tota mena de fibres tèxtils.
A Mèxic i els Estats Units són preuats els llaços fets de ixtle (una varietat de "magüey" o atzavara, dita també "lechuguilla"). Fora de les competicions de "charrería" i "rodeo" són freqüents els llaços fets de fibres sintètiques.
A l'Argentina són tradicionals els trenats a base de tires de cuir de poltre o de vaca. Una cançó d'Atahualpa Yupanqui parla de "...yo quiero un lazo trenzado, mezcla de toro y guanaco".